# 전기뱀장어
전기뱀장어(電氣－長魚, electric eel)는 김노투스과에 속하며 학명은 Electrophorus electricus이다.

## 개요
모양은 뱀장어와 비슷하고 몸길이는 2-2.5m 정도이다. 피부는 연하고 비늘이 없으며 몸빛은 녹갈색이다. 길고 뾰족한 꼬리는 몸길이의 4/5를 차지한다. 아가미 뒤에 작은 지느러미가 있고 몸 아래쪽에 기다란 지느러미가 한 개 있다. 전기뱀장어는 전기로 물 속에 있는 물체를 탐지하고, 다른 전기뱀장어에게 신호를 보내며, 먹이를 기절시킨다. 몸 양쪽에 있는 세 쌍의 발전기관에서 전기를 발생시킨다. 그 중 가장 큰 발전기관 한 쌍은 길이가 거의 몸길이와 비슷하며 그 아래에 작은 발전기관 두 쌍이 있다. 각 발전기관은 근육세포가 변해서 된 전극판이 몇천 개나 모인 것이다. 전극판은 일반 근육세포와 달리 수축할 수 없다. 각 전극판이 신경으로부터 자극을 받아 발생하는 전기의 양은 적으나, 모든 전극판에서 발생한 전기를 합하면 350-860V 정도가 된다. 이것은 사람과 물고기 등 모든 동물에 치명적일 수도 있다. 개구리와 작은 물고기를 잡아먹으며 생식 습성은 거의 밝혀지지 않았다. 때때로 수면에 나와서 공기를 마시는데, 15분 이상 물 밖으로 나오지 못하면 죽는다. 아마존강 등 남미 북부 지역의 진흙이 많은 강에서 산다. 최근 전기세포의 원리를 전기 발전에 응용하려는 연구가 진행 중이다.

## 같이 보기
- 뱀장어
- 전기가오리